# 韻律 (韻文)
詩などに用いられる文の形式である韻文は、言語、文化的背景および韻文の形式に応じた特定のリズムに基づいて作られる。これは聴覚的に、ある定まった形象を感覚させる一定の規則ということができる。このリズムあるいは規則を韻律（いんりつ）という。
韻律は言語の音韻的性格に基づいている。（リズム#言語におけるリズムを参照）
例えば日本語の伝統的韻律では、モーラ（拍）が最小単位となり、5拍・7拍を基本とする七五調・五七調などがよく使われる。フランス語でもこれに似て、韻文では時間的最小単位である音節が一定数繰り返される（5音節、6音節など）。
またアクセント・強勢や音節の長さ、あるいは声調が重視される言語も多い。例えば古典ギリシャ語とラテン語では音節の長短、英語やドイツ語ではアクセント・強勢、中国語（漢詩）では声調（平仄）に関して特定のパターンが用いられる。イタリア語やスペイン語では、フランス語と同様の音節数に加え、アクセントのパターンが重視される。（日本語ではこのタイプの韻律は、現代の歌詞などでわずかに例があるものの、一般的ではない。）

## 西欧の韻律
西欧の韻律は、詳細は言語によって異なるが、多くは古代ギリシャ・ラテンの韻律を手本として作られている。
ギリシャ・ラテンの韻文では、長音節・短音節（重音節・軽音節ともいう）を区別する。長音節とは、長母音を含むものだけでなく、二重母音や、末尾に1つ以上の子音を持つものも含み、2モーラとして扱われる（つまり日本語の長母音・撥音・促音を含む音節に当たる）。
英語やドイツ語などでは、長音節の代わりにアクセントまたは強勢を伴う音節を用いる。
これら2種の音節からなる基本配列パターン（2～4音節）を詩脚（または韻脚、英語：foot）といい、詩脚が基本単位となって詩行を作る。韻律は、特徴的な詩脚と、詩行に含まれる詩脚の数によって命名されている。詩行の末尾には詩の形式に応じて脚韻が置かれる。詩脚は、音楽でいえば小節に当たるが、語源的には行進の「一歩」を意味している。
例えば、「長短」または「弱強」の2音節からなる詩脚を長短格または弱強格（iamb）と呼び、これを中心とする詩脚が5回反復された韻文形式を弱強五歩格（iambic pentameter）という。

### 詩脚の数による分類
1行がどれだけの数の詩脚を含むかは「〜歩格」として表される。もし詩脚の数が5つなら「五歩格」になる。さらに詩脚の種類が弱強格なら「弱強五歩格」になる。

#### 一歩格
英語：Monometer。1行がただ1つの詩脚から成るもの。
Thus I
Passe by,
And die:
As one,
Unknown,
And gone.
-- ロバート・ヘリック（en:Robert Herrick (poet)）『Upon His Departure Hence』

#### 二歩格
英語：Dimeter。1行が2つの詩脚から成るもの。
Take her up // tenderly,
Lift her with // care,
Fashioned so // slenderly,
Young and so // fair.
-- トーマス・フッド（en:Thomas Hood）『Bridge of Sighs』

#### 三歩格
英語：Trimeter。1行が3つの詩脚から成るもの。
When here // the spring // we see,
Fresh green // upon // the tree.

#### 四歩格
英語：Tetrameter。1行が4つの詩脚から成るもので、詩脚の種類によって、以下のような韻律を形成する。
- 弱弱強四歩格（Anapestic tetrameter）の例 - "And the sheen // of their spears // was like stars // on the sea" （ジョージ・ゴードン・バイロン『センナケリブの陥落』（en:The Destruction of Sennacherib））
- 弱強四歩格（Iambic tetrameter）の例 - "Because // I could // not stop // for Death" （エミリー・ディキンソン『Because I Could Not Stop for Death』）
- 強弱四歩格（Trochaic tetrameter）の例 - "Peter, // Peter, // pumpkin- // eater" （マザーグースの『ピーター ピーター かぼちゃがだいすき（南瓜ずき）』（en:Peter Peter Pumpkin Eater））
- 強弱弱四歩格（Dactylic tetrameter）の例 - Picture your // self in a // boat on a // river with [...] （ビートルズ『ルーシー・イン・ザ・スカイ・ウィズ・ダイアモンズ』）

#### 五歩格
英語：Pentameter。古代ギリシアやラテン語の古典詩ではペンタメトロスと呼ばれる。1行が5つの詩脚から成るもの。詩脚が弱強格であれば、英語詩で最も一般的に用いられる韻律の1つ、弱強五歩格（Iambic pentameter）となる。ウィリアム・シェイクスピア、ジョン・ミルトン、ウィリアム・ワーズワースといった多くの詩人が広範囲に使用した。シェイクスピアは時々、5つの強弱格で作られる強弱五歩格（trochaic pentameter）の行を作るため、各詩脚をさかさまにした。『リア王』の死に際の台詞、「Never, never, never, never, never!」（4.3）がその例である。
古代ギリシアの、詩脚がダクテュロス（長短短格）のダクテュロス・ペンタメトロス（長短短五歩格）は、エレゲイアの第2行に使われる。ちなみにその時の第1行はダクテュロス・ヘクサメトロス（長短短六歩格）である。

#### 六歩格
英語：Hexameter。古典詩ではヘクサメトロスと呼ばれる。1行が6つの詩脚から成るもの。

#### 七歩格
英語：Heptameter。1行が7つの詩脚から成るもので、通常14か21の音節を持つ。
'Tis but as ivy-leaves around the ruin'd turret wreathe,
All green and wildly fresh without, but worn and gray beneath.
O could I feel as I have felt, or be what I have been,
Or weep as I could once have wept o'er many a vanish'd scene,-
As springs in deserts found seem sweet, all brackish though they be,
So midst the wither'd waste of life, those tears would flow to me!
- バイロン『Youth and Age』

#### 八歩格
英語：Octameter。英語詩ではあまり一般的ではないが、次のような例がある。

強弱八歩格。
Once upon a midnight dreary, while I pondered, weak and weary
Over many a quaint and curious volume of forgotten lore-
While I nodded, nearly napping, suddenly there came a tapping
As of some one gently rapping, rapping at my chamber door
-- エドガー・アラン・ポー『大鴉』

強弱弱八歩格。
Ere frost-flower and snow-blossom faded and fell, and the splendour of winter had passed out of sight,
The ways of the woodlands were fairer and stranger than dreams that fulfil us in sleep with delight;
The breath of the mouths of the winds had hardened on tree-tops and branches that glittered and swayed
Such wonders and glories of blossomlike snow or of frost that outlightens all flowers till it fade
-- アルジャーノン・チャールズ・スウィンバーン『March: An Ode』

## 漢詩の韻律
漢詩においては、特に近体詩における字音上の規則を韻律という。これは声調などに基づくパターンである。詳細は近体詩および平仄を参照。

## その他
言語学一般で用いられる「韻律」（プロソディー）とは、発話において用いられる強勢・抑揚・リズム等の、特に文脈などによって変化しうる性質をいう。韻文における韻律と無関係ではないが別の概念。

## 参照項目
- 押韻